# Castle of Glass
Castle of Glass – czwarty singel amerykańskiego zespołu rockowego Linkin Park z ich piątego albumu studyjnego, Living Things. Został wydany 1 lutego 2013 przez wytwórnię płytową Warner Bros. Records. Za produkcję muzyczną odpowiedzialni są Mike Shinoda oraz Rick Rubin. Do utworu zrealizowano teledysk promujący grę komputerową Medal of Honor: Warfighter, który wyreżyserowali Drew Stauffer i Jerry O’Flaherty.

## Lista utworów i formaty singla
2-ścieżkowy CD-Singel
1. „Castle of Glass” – 3:25
2. „Lost in the Echo” (KillSonik Remix) – 5:09

Duński 3-ścieżkowy promo singiel CD
1. „Castle of Glass” (Album Version) – 3:25
2. „Castle of Glass” (Instrumental) – 3:25
3. „Castle of Glass” (Acapella) – 2:49

### Castle of Glass EP
W katalogu niemieckiego sklepu iTunes pojawiło się Castle Of Glass EP. Wydawnictwo, poza numerem tytułowym, zawiera również remiks „Lost In The Echo” w wykonaniu KillSonika, a także zarejestrowane na Rock Im Park 2012 wersje live utworów „Burn It Down” oraz „Lies Greed Misery”. Minialbum (jedynie w formie cyfrowej) jest dostępny w sprzedaży od 22 marca (w innych europejskich sklepach pojawił się 3 dni później).
Castle of Glass EP
1. „Castle of Glass” – 2:35
2. „Lost In the Echo” (KillSonik Remix) – 5:09
3. „Burn It Down” (Live Rock Im Park 2012) – 4:00
4. „Lies Greed Misery” (Live Rock Im Park 2012) – 2:30

## Pozycje na listach
| Belgia (Walonia) | Ultratip          | 18 |
| Wielka Brytania  | UK Rock Chart     | 17 |
| Notowania (2013) |                   |    |
| Austria          | Ö3 Austria Top 40 | 61 |
| Francja          | Single Top 100    | 20 |
| Szwajcaria       | Singles Top 75    | 17 |

## Twórcy
- Chester Bennington – wokale
- Rob Bourdon – perkusja
- Brad Delson – gitara akustyczna, wokal wspierający, sampler
- Dave „Phoenix” Farrell – gitara basowa, wokal wspierający
- Joe Hahn – mikser, samplowanie, programowanie
- Mike Shinoda – wokal prowadzący, gitara elektryczna, instrumenty klawiszowe, fortepian, instrumenty smyczkowe, sakshorn
- Rick Rubin – producent muzyczny